# Оригінальна трилогія «Зоряних війн»
Трилогія «Зоряні війни» (англ. Star Wars Trilogy), також знана як оригінальна трилогія  — це перша трилогія, знята у франшизі «Зоряні війни», створена Джорджем Лукасом. Трилогія була створена компанією «Lucasfilm» і розповсюджена компанією «20th Century Studios». Трилогія складається з оригінального фільму «Зоряні війни» (1977), Імперія завдає удару у відповідь (1980) та Повернення джедая (1983). В середині всесвіту «Зоряних війн» оригінальна трилогія являється другою дією серед трьох трилогій про Скайвокерів. Після оригінальної трилогії відбулася прем'єра трилогії приквелів між 1999 та 2005 роками та трилогії сиквелів між 2015 та 2019 роками. У сукупності їх називали «Сага Скайвокера», щоб відокремити їх від поодиноких фільмів знятих у межах одного всесвіту.
Головною подією у фільмах являється Галактична громадянська війна між Альянсом та Галактичною Імперією, а також подорож головного героя Люка Скайвокера в своєму прагненні стати джедаєм під опікою джедаїв-вигнанців Обі-Вана Кенобі та Йоди. Люк об'єднує сили з принцесою Леєю, Ханом Соло, Чубаккою, С-3РО, R2-D2 та Альянсом повстанців, щоб зіткнутися з Імперією та лордом ситхів Дартом Вейдером. Оригінальний фільм Зоряні війни (Нова надія) отримав широке схвалення критиків за сюжет, персонажів, музику та революційні на той час візуальні та звукові ефекти, а також фільм обігнав «Щелепи» (1975) як найкасовіший фільм усіх часів, перетворивши науково-фантастичні фільми в блокбастери. Фільм очолював список найкасовіших фільмів до прем'єри фільму «Іншопланетянин» у 1982 році. «Нова надія» та «Імперія завдає удару у відповідь» вважають одними з найкращих фільмів усіх часів. Через великий успіх трилогії кіновсесвіт Зоряних війн став феноменом поп-культури, породивши багатомільйонну аудиторію.

## Передісторія
У 1971 році Лукас хотів зняти екранізацію серіалу «Флеш Гордон», але не зміг отримати згоду на це. Тому він почав розробляти власну історію, натхнений роботою Едгара Райса Барроуза. Одразу після режисерування «Американські графіті» (1973) Лукас написав двосторінковий конспект своєї космічної опери під назвою «Журнал Уіллів» (англ. Journal of the Whills). United Artists, Universal Studios та Disney відмовились від фільму, який пропонував Лукас, але 20th Century Studios вирішила інвестувати в нього. Лукас вважав, що його оригінальну історію було надто важко зрозуміти, тому 17 квітня 1973 року він почав писати сценарій на 13 сторінок під назвою «Зоряні війни», поділяючи сильну схожість з «Троє негідників у прихованій фортеці» Куросави Акіри (1958). До травня 1974 року він написав перший чорновий сценарій, але зрозумів, що він занадто довгий для одного фільму. Подальші чернетки перетворились на сценарій оригінального фільму.
Лукас домовився про збереження прав на продовження. Тодішній адвокат Лукаса Том Поллок писав: «Ми дійшли згоди, що Джордж збереже права на продовження. І Фокс отримає першу можливість і останню відмову у праві зняти фільм». Лукасу запропонували 50 000 доларів за написання, 50 000 доларів за виробництво та 50 000 доларів за режисерство. Пізніше його режисерська компенсація була збільшена до 100 000 доларів. Він також домовився про права на продовження та володіння 40 % прибутку від мерчандайзингу. Гаррісон Форд кинув акторство, щоб спробувати стати теслярем, поки Лукас не затвердив його на роль Хана Соло.

## Кастинг

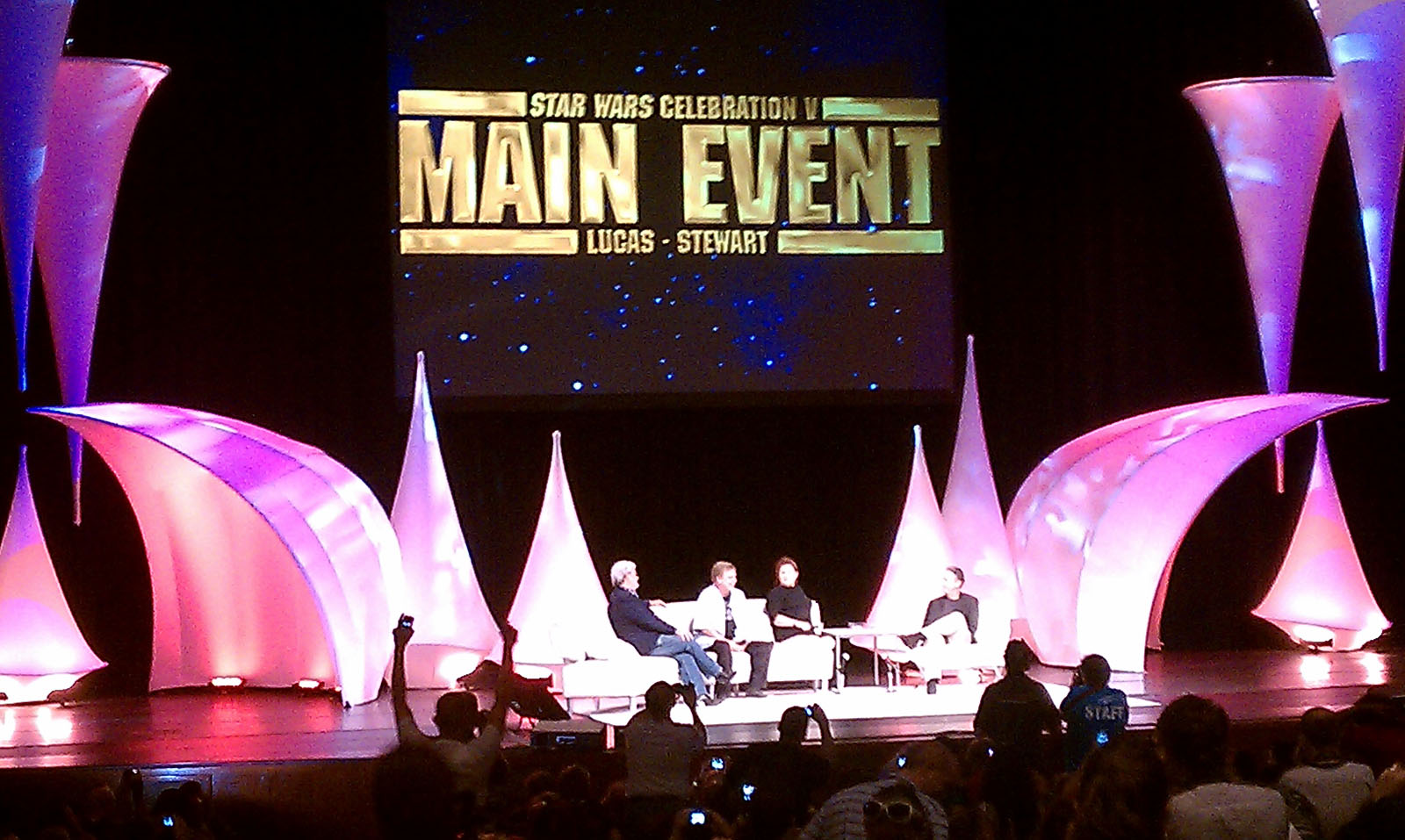
Джордж Лукас, Марк Гемілл, Керрі Фішер та Джон Стюарт на «Star Wars Celebration V». 2010 рік.

Розглядали тисячі акторів на головні ролі в трилогії. Багато глядачів вважають, що обрані актори володіють атракцією, хоча більшість з них були недосвідченими в акторському мистецтві, крім Алека Гіннесса та Пітера Кушинга. Деякі актори, як і Форд, назвали діалог у сценарії безглуздим, і тому імпровізували в деяких сценах. Одні з таких імпровізацій вважаються найбільш пам'ятними моментами у фільмах.

## Фільми
«Зоряні війни» вийшов 25 травня 1977 року. У фільмі головний герой Люк Скайвокер втягується у галактичний конфлікт між Імперією та Повстанцями двома дроїдами та старим лицарем-джедаєм. Завдяки Люку повстанці змогли дати Імперії відсіч, і здобули найважливішу перемогу. Успіх фільму змусив Лукаса зробити його основою великого кіновсесвіту. Лукас вирішив, що серія фільмів буде трилогією трилогій, а оригінальний фільм отримав підзаголовок «Епізод IV: Нова надія», щоб встановити його як першу частину другого трилогія. Продовження оригінальної трилогії «Імперія завдає удару у відповідь», було випущено 21 травня 1980 року, у якому Люк починає тренуватися як джедай під керівництвом останнього живого джедая Йоди. Люк протистоїть лорду ситхів Дарту Вейдеру, який виявляється батьком Люка. Вейдер намагається перетягнути Люка на темну сторону Сили. Третій фільм та заключний фільм з оригінальної трилогії «Повернення джедая», вийшов у прокат 25 травня 1983 року, у якому Люк закінчив навчання та став повноцінним джедаєм, і допоміг врятувати галактику від Імперії.
| Фільм                            | Дата виходу    | Режисер         | Сценарист                      | Сюжет        | Продюсер         | Дистриб'ютор                                         |
| -------------------------------- | -------------- | --------------- | ------------------------------ | ------------ | ---------------- | ---------------------------------------------------- |
| Нова надія                       | 25 травня 1977 | Джордж Лукас    | Джордж Лукас                   | Джордж Лукас | Гарі Курц        | 20th Century Fox Walt Disney Studios Motion Pictures |
| Імперія завдає удару у відповідь | 21 травня 1980 | Ірвін Кершнер   | Лі Брекетт та Лоуренс Кездан   | Джордж Лукас | Гарі Курц        | 20th Century Fox Walt Disney Studios Motion Pictures |
| Повернення джедая                | 25 травня 1983 | Річард Маркванд | Лоуренс Кездан та Джордж Лукас | Джордж Лукас | Говард Казанджян | 20th Century Fox Walt Disney Studios Motion Pictures |

### Нова надія

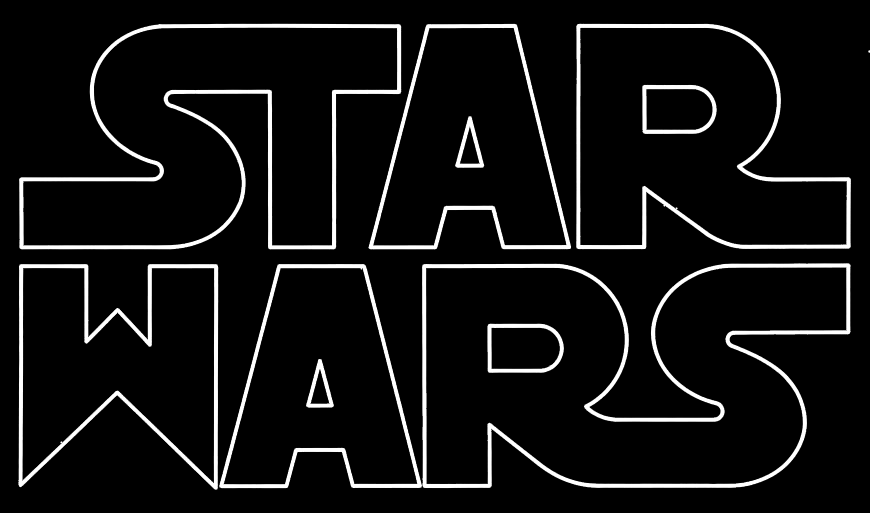
Оригінальний логотип «Зоряних війн», розроблений Сьюзі Райс для «Lucasfilm» у 1976 році, пізніше модифікований.

Космічний корабель повстанців перехоплений Імперією над пустельною планетою Татуїн. Імперський воєначальник Дарт Вейдер та його штурмовики захоплюють принцесу Лею Орґана, яка являється таємною учасницею повстання. Перед своїм захопленням Лея переконується, що дроїди C-3PO та R2-D2 втечуть з викраденими імперськими кресленнями космічної станції «Зірка смерті» та голографічним повідомленням для майстра-джедая Обі-Вана Кенобі, який жив у вигнанні на Татуїні. C-3PO та R2-D2 потрапляють у власність фермера Люка Скайвокера, якого виховували його тітка і дядько. Люк допомагає дроїдам знайти Обі-Вана, який тепер самотній та старий відлюдник, знаний як Бен Кенобі. Він виявляється другом батька Люка, Енакіна Скайвокера, який був учнем Обі-Вана, поки його не вбив Вейдер. Він каже Люку, що він також повинен стати джедаєм. Дізнавшись, що імперія знищила його сім'ю, вони наймають контрабандиста Хана Соло та його другого пілота Чубакку з їхнім космічним кораблем — «Тисячолітній сокіл». Вони виявляють, що рідна планета Леї Альдераан була знищена. «Зірка Смерті», яка знищила планету захоплює їх магнітним полем. Поки Обі-Ван виводить з ладу магнітне поле, Люк та Хан рятують полонену принцесу Лею, проходячи через неймовірні небезпеки. Нарешті, вони передають повстанцям креслення «Зірки Смерті» з надією використати вразливе місце зірки, і розпочинають атаку на неї.
В першому чорновому проєкті під назвою «Зоряні війни» головний герой називався Люк Старкіллер. Батько Люка Еннікін був мудрим лицарем-джедаєм. Читаючи «Тисячоликий герой» Джозефа Кемпбелла, Лукас помітив, що його історія «слідує класичним мотивам». Третій проєкт замінив (померлого) Еннікіна на Бена Кенобі. Через кілька місяців Лукас уклав контракт, який давав йому права ще на два фільми. Лукас найняв літературного раба Алана Діна Фостера для написання «Зоряні війни: З пригод Люка Скайвокера» для того, щоб побачити як публіка сприйматиме таку ідею фантастики. До 1976 року четвертий проєкт був підготовлений для основних зйомок. Фільм отримав назву «Пригоди Люка Старкіллера, взятий з журналу Уіллів, Сага I: Зоряні війни» (англ. The Adventures of Luke Starkiller, as taken from the Journal of the Whills, Saga I: The Star Wars). Під час виробництва Лукас змінив прізвище Люка на Скайвокер, і скоротив назву до «Зоряних війн». На той момент Лукас не очікував, що фільм стане гарантом повнометражних продовжень. Четвертий проєкт сценарію зазнав тонких змін, перетворившись на окрему історію, яка закінчилась руйнуванням Імперії. Намір полягав у тому, що в разі успіху фільму Лукас зміг би адаптувати романи Фостера у малобюджетні продовження. На той момент Лукас придумав попередню історію, яка допомогла б у розвитку саги.
«Зоряні війни» перевершили всі очікування. Успіх фільму і продаж товарів змусили Лукаса зробити повномасштабний кіносеріал, і використовувати прибуток для фінансування свого центру кіновиробництва. Після виходу першого сиквелу оригінальний фільм отримав підзаголовок «Епізод IV: Нова надія», і в подальших перевиданнях скрізь використовувалась нова назва.

### Імперія завдає удару у відповідь
Через три роки після знищення «Зірки Смерті» Імперія змушує повстанців тікати зі своєї нової таємної бази на Готі. Люк летить на болотну планету Дагоба, щоб знайти майстра-джедая Йоду. Навчання Люка перериває Вейдер, який заманює його в пастку, захопивши Хана та Лею в Хмарному місті, яким керує старий друг Хана Ландо. Під час бою на світлових мечах Вейдер розповідає Люку шокуючу правду про його батька.

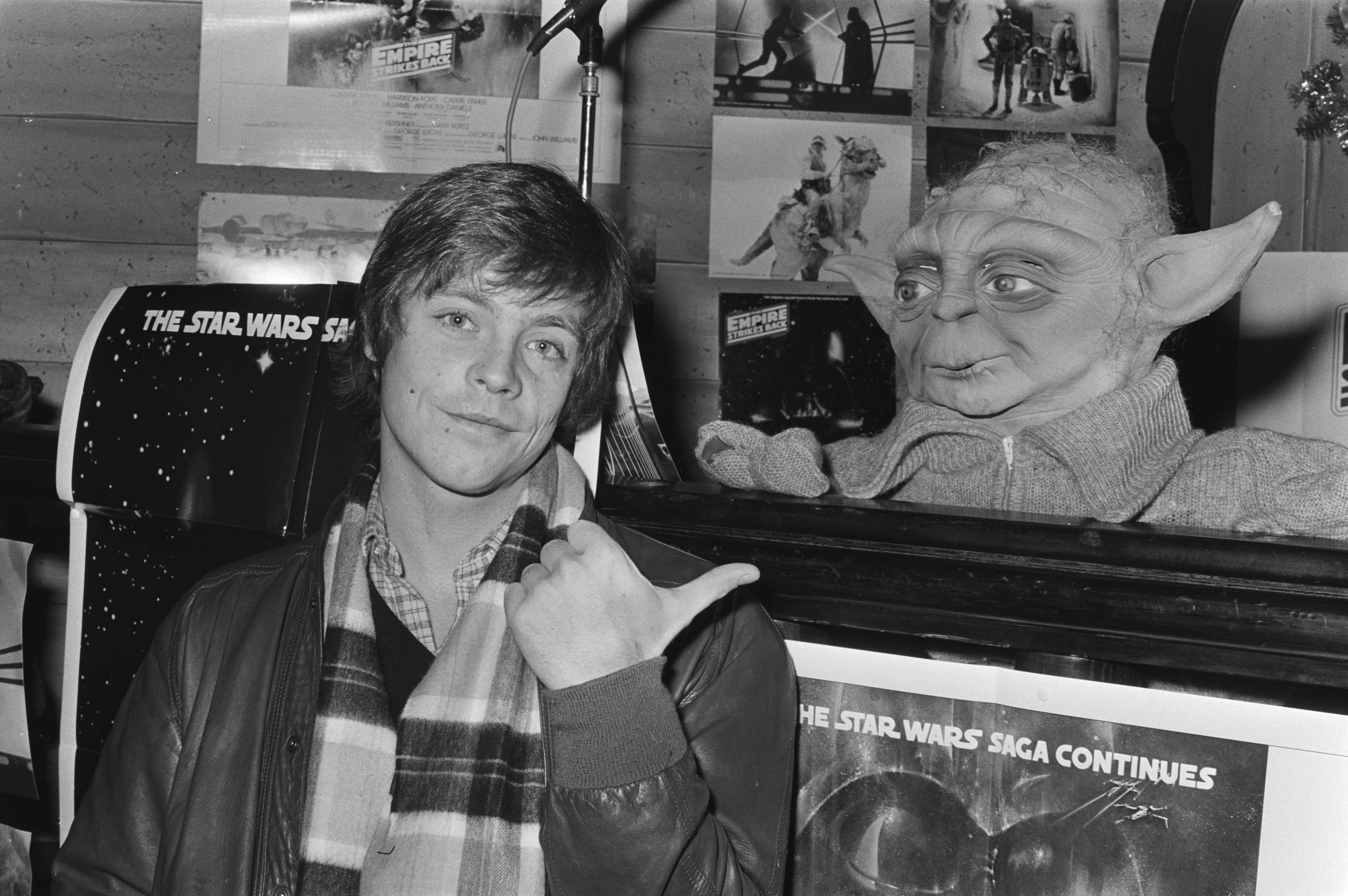
Марк Гемілл з Йодою. Грудень 1980 року

Через фінансові проблеми продовження роману Алана Діна Фостера «Осколок кристалу влади» (1978) обмежило сюжет Люком, Леєю та Дартом Вейдером. Після успіху оригінального фільму Лукас знав, що на продовження буде надано необхідний бюджет, і найняв Лі Брекетт, щоб вона написала сюжет. Вона закінчила чернетку до початку 1978 року, але померла від раку, перш ніж Лукас зміг обговорити зміни, які він хотів, щоб вона зробила. Його розчарування першою чернеткою, можливо, змусило його розглянути нові напрямки. Лукас написав наступний чорновий варіант, перший сценарій з епізодичною нумерацією «Зоряних війн». Лукас вважав цей чорновий варіант приємним для написання, на відміну від річної боротьби за написання першого фільму, і швидко зміг написати ще два варіанти у квітні 1978 року. Поворот сюжету про те, що Вейдер був батьком Люка, сильно вплинув на фільм. Після написання цих чернеток Лукас більш детальніше розкрив історію між Енакіном, Обі-Ваном та Імператором.
З цією новою історією Лукас вирішив, що це буде трилогія трилогій, позначивши перше продовження «Епізоду V: Імперія завдає удару у відповідь» в наступному чорновому варіанті. Лоуренс Кездан який щойно завершив написання першого чорнового варіанту «Індіана Джонс: У пошуках втраченого ковчега», був найнятий для написання наступних чернеток. Сценарист Кездан, режисер Ірвін Кершнер та продюсер Гарі Курц розглядали фільм як серйознішу та дорослішу історію, тому розробили продовження легких пригод як в першому фільмі.

### Повернення джедая

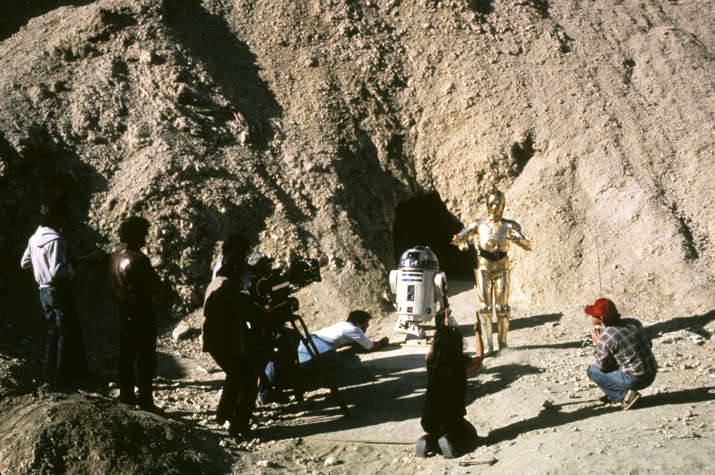
Знімальна група в Долині Смерті. 1982 рік.

Приблизно через рік після захоплення Хана Люк приєднується до Леї та Ландо у спробі врятувати його від Джабби Гатт. Після цього Люк повертається на планету Дагоба, щоб завершити своє навчання, але знаходить Йоду на смертному одрі. Перед смертю Йода підтверджує правду про батька Люка, і про те, що Люк знову повинен протистояти Вейдеру. Коли повстанці ведуть напад на другу «Зірку смерті», Люк розпочинає бій з Вейдером на світлових мечах, і за цим спостерігає Імператор. Обидва лорди ситхів мають намір повернути Люка на темну сторону, і взяти його в свої учні.
Форд спочатку не погоджувався на появу у фільмі, але був переконаний повернутися за умови, що його персонаж помре. Курц хотів не однозначного закінчення, на відміну від Лукаса. Курц хотів, щоб Хан помер, Лея боролась як королева, а Люк йшов сам (як у спагеті-вестерн) — тоді як Лукас хотів щасливішого закінчення, частково для стимулювання продажу іграшок. Це призвело до напруги між Лукасом та Курцом, внаслідок чого Курц покинув виробництво.

## Акторський склад
|                          | Фільм                                   | Фільм                                 | Фільм                                                                                             |
| Нова надія (1977)        | Імперія завдає удару у відповідь (1980) | Повернення джедая (1983)              |                                                                                                   |
| ------------------------ | --------------------------------------- | ------------------------------------- | ------------------------------------------------------------------------------------------------- |
| Люк Скайвокер            | Марк Гемілл                             | Марк Гемілл                           | Марк Гемілл                                                                                       |
| Лея Орґана               | Керрі Фішер                             | Керрі Фішер                           | Керрі Фішер                                                                                       |
| Хан Соло                 | Гаррісон Форд                           | Гаррісон Форд                         | Гаррісон Форд                                                                                     |
| Дарт Вейдер              | Девід Проуз, Джеймс Ерл Джонс (голос)   | Девід Проуз, Джеймс Ерл Джонс (голос) | Девід Проуз, Джеймс Ерл Джонс (голос), Себастьян Шоу (без маски), Гайден Крістенсен (привид сили) |
| Обі-Ван Кенобі           | Алек Гіннесс                            | Алек Гіннесс                          | Алек Гіннесс                                                                                      |
| Чубакка                  | Пітер Мейг'ю                            | Пітер Мейг'ю                          | Пітер Мейг'ю                                                                                      |
| Йода                     |                                         | Френк Оз                              | Френк Оз                                                                                          |
| Лендо Калріссіан         |                                         | Біллі Ді Вільямс                      | Біллі Ді Вільямс                                                                                  |
| Шив Палпатін/Дарт Сідіус | Єн Макдермід                            | Єн Макдермід                          | Єн Макдермід                                                                                      |
| С-3РО                    | Ентоні Деніелс                          | Ентоні Деніелс                        | Ентоні Деніелс                                                                                    |
| R2-D2                    | Кенні Бейкер                            | Кенні Бейкер                          | Кенні Бейкер                                                                                      |
| Вілгуфф Таркін           | Пітер Кушинг                            |                                       |                                                                                                   |

## Теми
Трилогія «Зоряних війн» зображує галактику як брудну та занедбану у концепції Лукаса про «використання всесвіту». Лукас частково надихнувся цьому через фільми Куросави Акіри, які, як і оригінальна трилогія «Зоряних війн» починаються з середини подій без пояснень про те, що було до того.
З самого початку політологія у франшизі «Зоряних війн» була важливим елементом. У фільмах вона була зосереджена на боротьбі між демократією та диктатурою. Дизайн Дарта Вейдера спочатку був натхненний самурайськими обладунками до яких був доданий німецький військовий шолом. Лукас спочатку задумував ситхів як групу, яка служила імператору так само, як війська СС служили Адольфу Гітлеру. Ця ідея була зосереджена лише в одного персонажа — Дарта Вейдера. Лукас також провів паралелі між Палпатіном та такими історичними диктаторами, як Юлієм Цезарем, Наполеоном Бонапартом, а також колишнім президентом США Річардом Ніксоном. Імперські офіцери носять форму, яка нагадує німецьку військову форму часів Другої світової війни, а офіцери по політичних питаннях та питаннях безпеки нагадують одягнені в чорне бійців СС аж до стилізованого срібного черепа на шапках. Для назв у фільмах використовувалися терміни Другої світової війни, наприклад: планета Кессель (термін, який означає про оточення військ, так званий «котел»); Гот (Герман Гот був німецьким генералом, який служив на засніженому Східному фронті). Кадри командирів, які знаходяться в головній кабіні бронетранспортерів типу «AT-AT» у фільмі «Імперія завдає удару у відповідь», нагадують інтер'єри танків. Космічні битви в оригінальному фільмі базувалися на повітряних боях Першої та Другої світових війн.

## Перевидання
Оригінальний фільм «Зоряні війни» був перевиданий в кінотеатрах у 1978, 1979, 1981 та 1982 роках. Усі три фільми виходили в різних форматах домашнього відео, включаючи Laserdisc та VHS, до 1996 року. Трилогія була театрально перевидана у 1997 році в якості «Спеціального видання», де були представлені зміни, деякі з яких сприйняли негативно. Ці версії були випущені на VHS, замінивши оригінальні версії фільмів як «оригінальне» бачення Лукаса, і були створені частково, щоб активізувати інтерес до нової саги приквелів. Спеціальне видання «Зоряних війн» відбулося 5 лютого 1998 року. Подальші зміни до всіх трьох фільмів були зроблені для випуску DVD у 2004 році, з метою кращого поєднання оригінальної трилогії з приквелами. Оригінальна трилогія знову була перевидана в 2006 році з бонусними дисками оригінальних версій фільмів (перенесено з Laserdisc 1993 року). У 2011 році на Blu-ray були випущені бокс-сети з оригінальною трилогією та приквелами, яка мала ще одне коло змін.
На початку 2010-х для франшизи з шести фільмів планувалося випуск 3D версій. Однак після невдалого 3D-випуску «Прихованої загрози» у 2012 році, інші були скасовані.
У 2019 році Кетлін Кеннеді, президент Lucasfilm з моменту придбання компанії в 2012 році компанією Disney, заявила, що не буде змінювати оригінальну трилогію Лукаса, оскільки «вона завжди залишиться його». Рекламуючи «Скайвокер. Сходження», режисер Дж. Дж. Абрамс висловив сподівання на те, що оригінальна трилогія буде офіційно перевидана, але сказав, що повноваження, які йому дали, то це малоймовірно. Він також сказав, що під час створення «Пробудження Сили» у нього виникли розбіжності щодо діалогу між Вейдером та імператором у «Імперія завдає удару у відповідь» перш ніж він зрозумів, що йдеться про різні версії фільму. Він цитував «Спеціалізоване видання» фільмів, тоді як інша сторона згадувала поточну офіційну версію.
Спочатку було незрозуміло, чи перші шість фільмів франшизи «Зоряні війни» будуть доступні на Disney+ після запуску послуги, оскільки телеканал «TBS» утримувала права на трансляцію до 2024 року як частину своїх прав на кабельне транслювання франшизи. Однак 11 квітня 2019 року було оголошено, що фільми стануть доступними під час запуску.

## Прийом

### Критика
Оригінальну трилогію високо оцінили за прогресивні візуальні та звукові ефекти, музику, сценарій та персонажів. «Нова надія» та «Імперія завдає удару у відповідь» вважають одними з найкращих фільмів, коли-небудь знятих. В той час як «Повернення джедая» був добре прийнятий, але так добре, як попередні фільми.
| Назва фільму                     | Rotten Tomatoes                              | Metacritic       |
| -------------------------------- | -------------------------------------------- | ---------------- |
| Нова надія                       | 92 % (8.80/10 середня оцінка) (132 відгуки)  | 90 (24 відгуки)  |
| Імперія завдає удару у відповідь | 94 % (8.90/10 середня оцінка) (105 відгуків) | 82 (25 відгуків) |
| Повернення джедая                | 82 % (7.20/10 середня оцінка) (96 відгуків)  | 58 (24 відгуки)  |

### Премія Оскар
| Оскар                                  | Фільми          | Фільми                           | Фільми            |
| Оскар                                  | Нова надія      | Імперія завдає удару у відповідь | Повернення джедая |
| Оскар                                  | 50-та церемонія | 53-та церемонія                  | 56-та церемонія   |
| -------------------------------------- | --------------- | -------------------------------- | ----------------- |
| Найкращий фільм                        | Номінація       | Н/Д                              | Н/Д               |
| Найкраща режисерська робота            | Номінація       | Н/Д                              | Н/Д               |
| Найкраща чоловіча роль другого плану   | Номінація       | Н/Д                              | Н/Д               |
| Найкращий дизайн костюмів              | Перемога        | Н/Д                              | Н/Д               |
| Найкращий монтаж                       | Перемога        | Н/Д                              | Н/Д               |
| Найкраща музика до фільму              | Перемога        | Номінація                        | Номінація         |
| Найкращий оригінальний сценарій        | Номінація       | Н/Д                              | Н/Д               |
| Найкраща робота художника-постановника | Перемога        | Номінація                        | Номінація         |
| Найкращий звуковий монтаж              | Н/Д             | Н/Д                              | Номінація         |
| Найкращий звук                         | Перемога        | Перемога                         | Номінація         |
| Найкращі візуальні ефекти              | Перемога        | Н/Д                              | Н/Д               |
| За особливі досягнення                 | Перемога        | Перемога                         | Перемога          |

### Премія Сатурн
| Сатурн                                 | Фільм              | Фільм                            | Фільм               |
| Сатурн                                 | Нова надія         | Імперія завдає удару у відповідь | Повернення джедая   |
| Сатурн                                 | 5-та премія Сатурн | 8-ма премія Сатурн               | 11-та премія Сатурн |
| -------------------------------------- | ------------------ | -------------------------------- | ------------------- |
| Найкращий науково-фантастичний фільм   | Перемога           | Перемога                         | Перемога            |
| Найкращу режисуру                      | Перемога           | Перемога                         | Номінація           |
| Найкращий сценарій                     | Перемога           | Номінація                        | Номінація           |
| Найкраща чоловіча роль                 | Номінація          | Перемога                         | Перемога            |
| Найкраща чоловіча роль                 | Номінація          | Перемога                         | Перемога            |
| Найкраща жіноча роль                   | Номінація          | Н/Д                              | Номінація           |
| Найкраща чоловіча роль другого плану   | Перемога           | Номінація                        | Номінація           |
| Найкраща чоловіча роль другого плану   | Номінація          | Номінація                        | Номінація           |
| Найкращий дизайн костюмів              | Перемога           | Номінація                        | Перемога            |
| Найкращий грим                         | Перемога           | Н/Д                              | Перемога            |
| Найкращу музику                        | Перемога           | Номінація                        | Номінація           |
| Найкращі візуальні ефекти              | Перемога           | Перемога                         | Перемога            |
| Найкраща робота художника-постановника | Перемога           | Н/Д                              | Н/Д                 |
| Найкращий монтаж                       | Перемога           | Н/Д                              | Н/Д                 |
| Найкращі декорації                     | Перемога           | Н/Д                              | Н/Д                 |
| Найкращий звук                         | Перемога           | Н/Д                              | Н/Д                 |
| Найкращий оператор                     | Перемога           | Н/Д                              | Н/Д                 |
| Спеціальна нагорода                    | Перемога           | Н/Д                              | Н/Д                 |
| Найкращий DVD-збірник                  | Перемога           | Перемога                         | Перемога            |
| Найкращий DVD-збірник                  | Номінація          |                                  |                     |

### Касові збори
| Фільм                            | Дата виходу    | Бюджет     | Дохід від касових зборів | Дохід від касових зборів                  | Дохід від касових зборів | Дохід від касових зборів | Рейтинг касових зборів          | Рейтинг касових зборів | Примітки             |
| Фільм                            | Дата виходу    | Бюджет     | Північна Америка         | З урахуванням інфляції (Північна Америка) | Інші території           | В світі                  | За весь час у Північній Америці | За весь час у світі    | Примітки             |
| -------------------------------- | -------------- | ---------- | ------------------------ | ----------------------------------------- | ------------------------ | ------------------------ | ------------------------------- | ---------------------- | -------------------- |
| Нова надія                       | 25 травня 1977 | 11 млн $   | 460 998 007 $            | 1 608 419 900 $                           | 314 600 000 $            | 775 598 007 $            | #16                             | #90                    | [ 74 ] [ 75 ]        |
| Імперія завдає удару у відповідь | 21 травня 1980 | 33 млн $   | 290 075 067 $            | 886 571 200 $                             | 257 900 000 $            | 547 975 067 $            | #91                             | #183                   | [ 76 ] [ 77 ] [ 78 ] |
| Повернення джедая                | 25 травня 1983 | 32.5 млн $ | 309 306 177 $            | 849 356 500 $                             | 166 000 000 $            | 475 306 177 $            | #75                             | #220                   | [ 79 ] [ 80 ]        |
| Всього                           | Всього         | 76.5 млн $ | 1,060,779,251 $          | 3,344,347,600 $                           | 728,500,000 $            | 1,798,879,251 $          | #2                              | #2                     |                      |

### Почесті
У 1989 році Бібліотека Конгресу обрала оригінальний фільм «Зоряні війни (Нова Надія)» для збереження в Національному реєстрі фільмів США як «культурно, історично чи естетично значущий». «Імперія завдає удару у відповідь» був обраний у 2010 році. Спочатку для збереження були представлені 35-міліметрові котушки спеціального видання 1997 року, через труднощі перенесення з оригінальних плівок, але пізніше було виявлено, що в Бібліотеці є відбиток авторського права оригінальних театральних виступів. До 2015 року «Зоряні війни» було перенесено на 2K-сканування, яке можна переглянути за попереднім записом.